# Eubazus strigitergum
Eubazus strigitergum är en stekelart som först beskrevs av Joseph Augustine Cushman 1930.  Eubazus strigitergum ingår i släktet Eubazus och familjen bracksteklar. Inga underarter finns listade i Catalogue of Life.